# Hjalmar Väre
Frans Albert Hjalmar Väre (22 de julho de 1892 — 20 de março de 1952) foi um ciclista olímpico finlandês. Representou sua nação em dois eventos nos Jogos Olímpicos de Verão de 1912.